# Patrick Cummins
Patrick Durkin Cummins, född 16 november 1980 i Doylestown, är en amerikansk MMA-utövare som sedan 2014 tävlar i organisationen Ultimate Fighting Championship.